# افشار ارومی
افشار ارومی عنوانی است که به تیره‌های مختلف ایل افشار و دیگر ایلات قزلباش که از عصر صفوی در ارومیه ساکن شدند گفته می‌شود. افشارهای ارومیه متشکل از تیره‌های از ایمانلو، قاسملو، گندزلو، ایل قرخلو، استاجلو و خلج بودند و حکومت ارومیه و فرماندهی نیروهای نظامی این ایالت از اواسط صفویه تا دوره قاجار به سران این تیره‌ها تعلق داشت.
در حدود سال‌های ۱۰۳۵ قمری (۱۶۲۵ میلادی) کلبعلی سلطان افشار، سردار شاه عباس و حاکم بغداد، به دلیل تلاش و جانفشانی در دفاع از بغداد در برابر قوای عثمانی، ارومیه را از جانب شاه به عنوان اقطاع دریافت کرد. در آن زمان ۸ هزار خانواده از افشارهای ساکن عراق عجم، فارس، کرمان و کازرون به ارومیه مهاجرت کردند. کلبعلی سلطان، به عنوان اولین حاکم افشار، اقامتگاهش را توپراق قلعه در ۱۰۶ کیلومتری ارومیه قرار داد. در این سال‌ها ارتباط حاکمان افشار با جامعه شهری بسیار محدود بود و چنین به نظر می‌رسد آن‌ها به دلیل حمایت از مرزها به آن منطقه فرستاده شده بودند. در طی قرن ۱۸ میلادی حاکمان افشار توپراق قلعه را ترک نمودند و ساختمان‌های حکومتی را به ارومیه منتقل کردند و بسیاری ساختمان‌های عمومی از جمله بازار، مسجد و حسینیه ساختند.
بر طبق گزارش‌های باقی مانده از دوره صفویه و قاجار، جمعیت افشارهای ارومیه، همواره بسیار بیشتر از جمعیت ساکنین محلی این ایالت بوده‌است. افشارها همچنین به تدریج تمام مقام‌های نظامی، دفتری و مذهبی را به خود اختصاص دادند. با این دو پشتوانه حکومت افشار، باوجود سقوط صفویه و وقایع خونین پس از آن، همچنان در ارومیه تداوم یافت.
حکومت ارومیه تا دوره شاه سلطان حسین در دست خاندان افشار ایمانلو بود. در سال ۱۱۱۹ قمری خدادادخان افشار جانشین واپسین حاکم ایمانلو شد و به این طریق حکومت به خاندان افشار قاسملو انتقال یافت. در دوره قاجار، افشارها بیش از پیش مجبور به پیروی از خواست‌های حکومت مرکزی شدند. از آنان در ازای ابقایشان در حکومت، درخواست پرداخت پول شد و محمدقلی‌خان افشار به آقامحمدخان قاجار ۴۰۰۰ تومان و حسین‌قلی‌خان افشار به فتحعلی‌شاه ۸۰۰۰ تومان پرداخت. همچنین فتحعلی‌شاه خراج‌گذاران و محصلین مالیاتی از تبریز به ارومیه فرستاد و حاکمان افشار را مجبور به پرداخت مالیات کرد. حکومت ارومیه در سال‌های ۱۸۲۳–۲۴ از دست خاندان افشار خارج شد و پس از آن حاکم از طرف ولیعهد یا شاه فرستاده می‌شد. با این حال نفوذ افشارها در ارومیه ادامه یافت. برای نمونه اولین حاکمی که از طرف حکومت قاجار انتخاب شد، ملک قاسم میرزا پسر فتحعلی‌شاه بود که از جانب مادر، از خاندان افشار قاسملو محسوب می‌شد. در مدت حکومت ملک قاسم میرزا، دایی او نجف‌قلی‌خان بیگلربیگی به‌طور جدی با مسائل سیاسی سر و کار داشت. افشارها در دوره حکومت جهانگیر میرزا، دومین دوره حکومت ملک‌قاسم میرزا، اکبر میرزا و ملک منصور میرزا نیز درگیر مسائل سیاسی بودند.